# Straßlach-Dingharting
Straßlach-Dingharting é um município da Alemanha, no distrito de Munique, na região administrativa de Oberbayern, estado de Baviera.